# Max Rooses

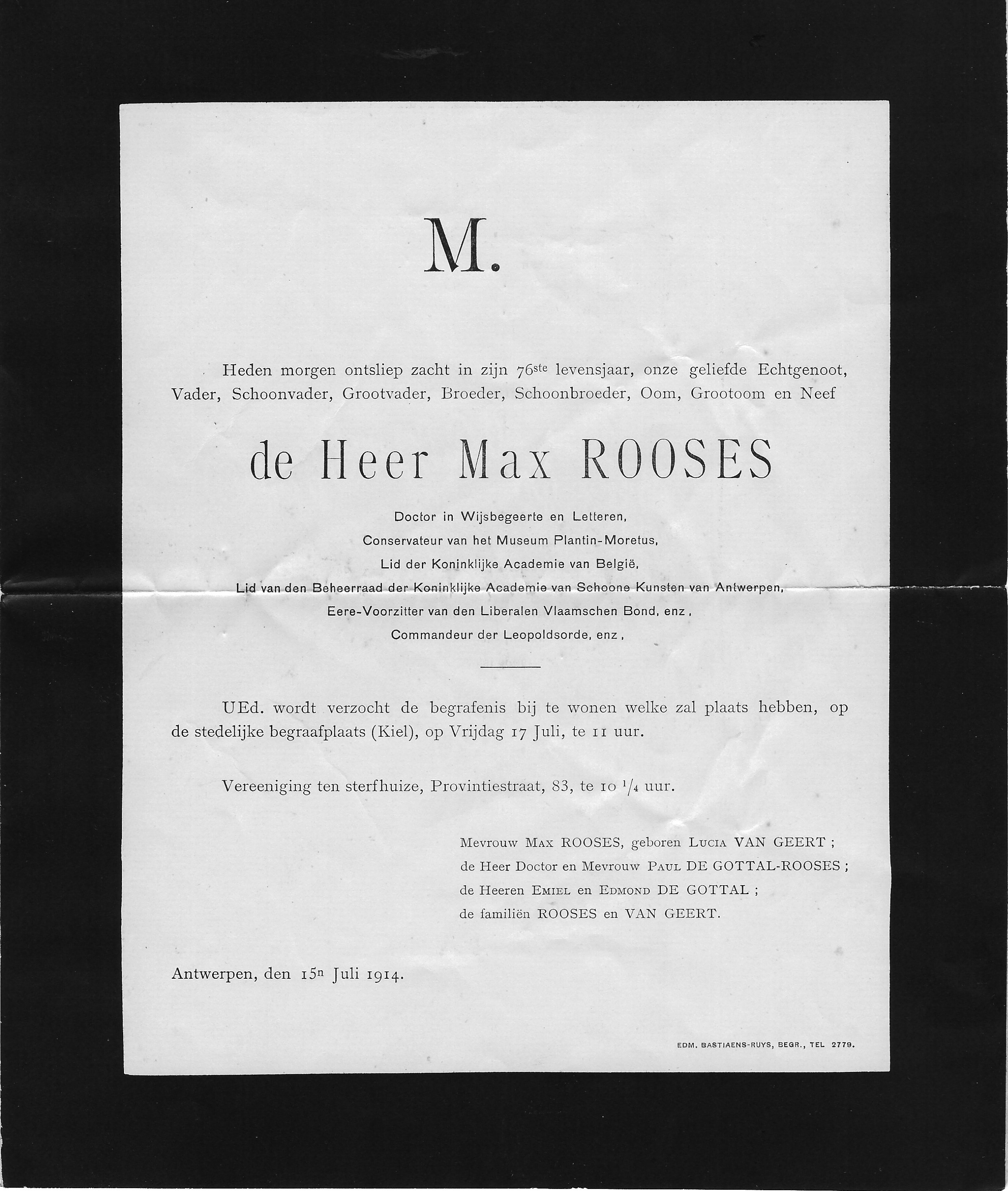
Overlijdensbericht

Max Rooses (Antwerpen, 10 februari 1839 – aldaar, 15 juli 1914) was een Belgische schrijver en leider van de Vlaamse Beweging.

## Biografie
Rooses promoveerde tot doctor in de letteren te Luik, waarna hij aanvankelijk leraar werd te Namen en Gent.
In 1876 werd Rooses conservator van het pas opgerichte Museum Plantin-Moretus en hij wordt als stichter van het Stedelijk Prentenkabinet beschouwd. Hij schreef talrijke kritische werken op letterkundig en kunsthistorisch gebied, essays in De Gids en andere periodieken, studies over Peter Paul Rubens en Jacob Jordaens en artikelen voor de Noord-Nederlandse pers.
Hij streed verder langdurig met woord en geschrift voor het goed recht van de Vlaamse taal en was een onvermoeibaar leider van de Vlaamse Beweging. Hij was voorzitter van zowel de eerste (1897) als de tweede (1908) Vlaamsche Hoogeschoolcommissie.
Rooses werd origineel begraven op het Kielkerkhof en nadien overgebracht naar het Schoonselhof. In de Antwerpse wijk Kiel werd de Max Roosesstraat naar hem genoemd.

## Oeuvre

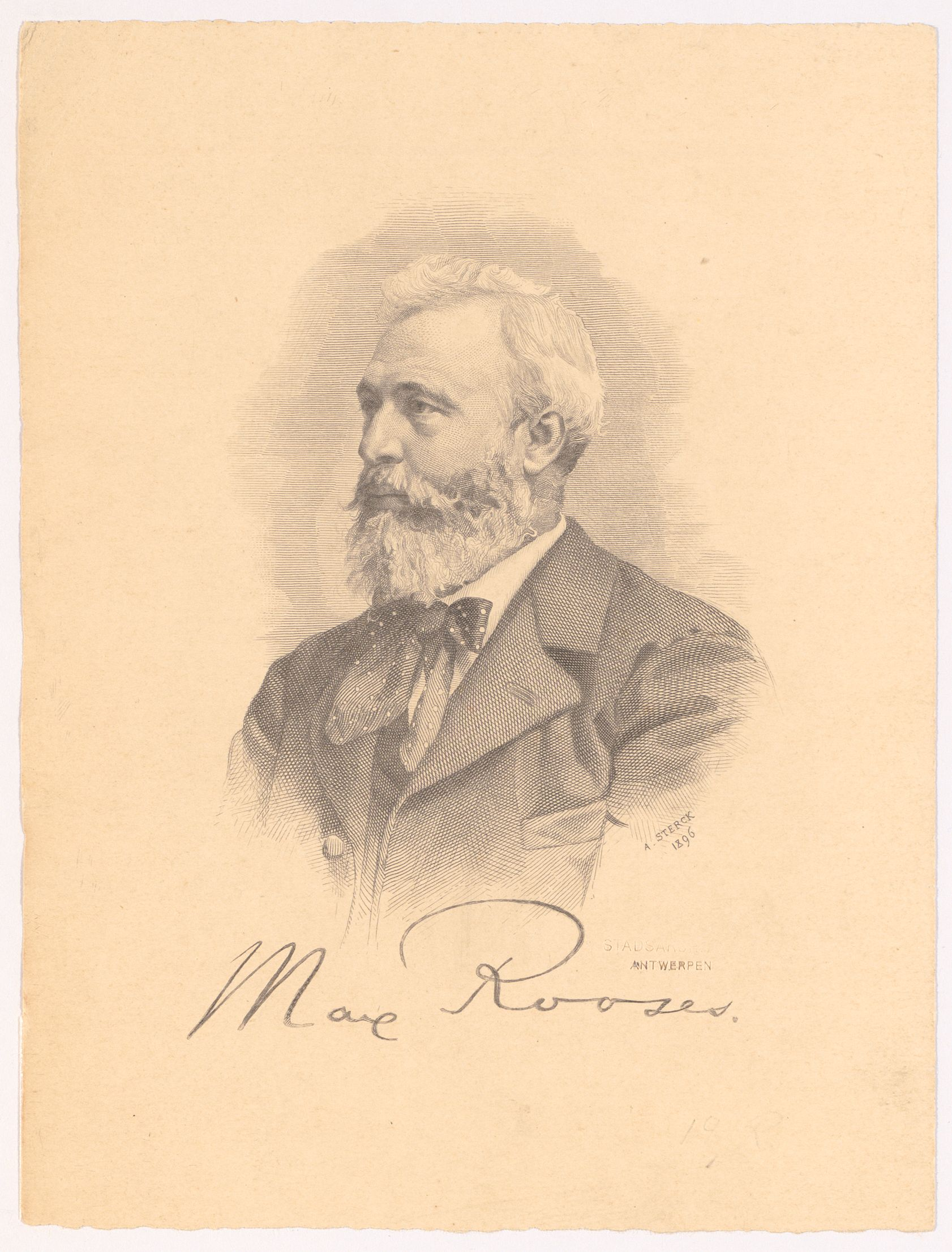
Max Rooses geportretteerd door Arthur Sterck (1896)

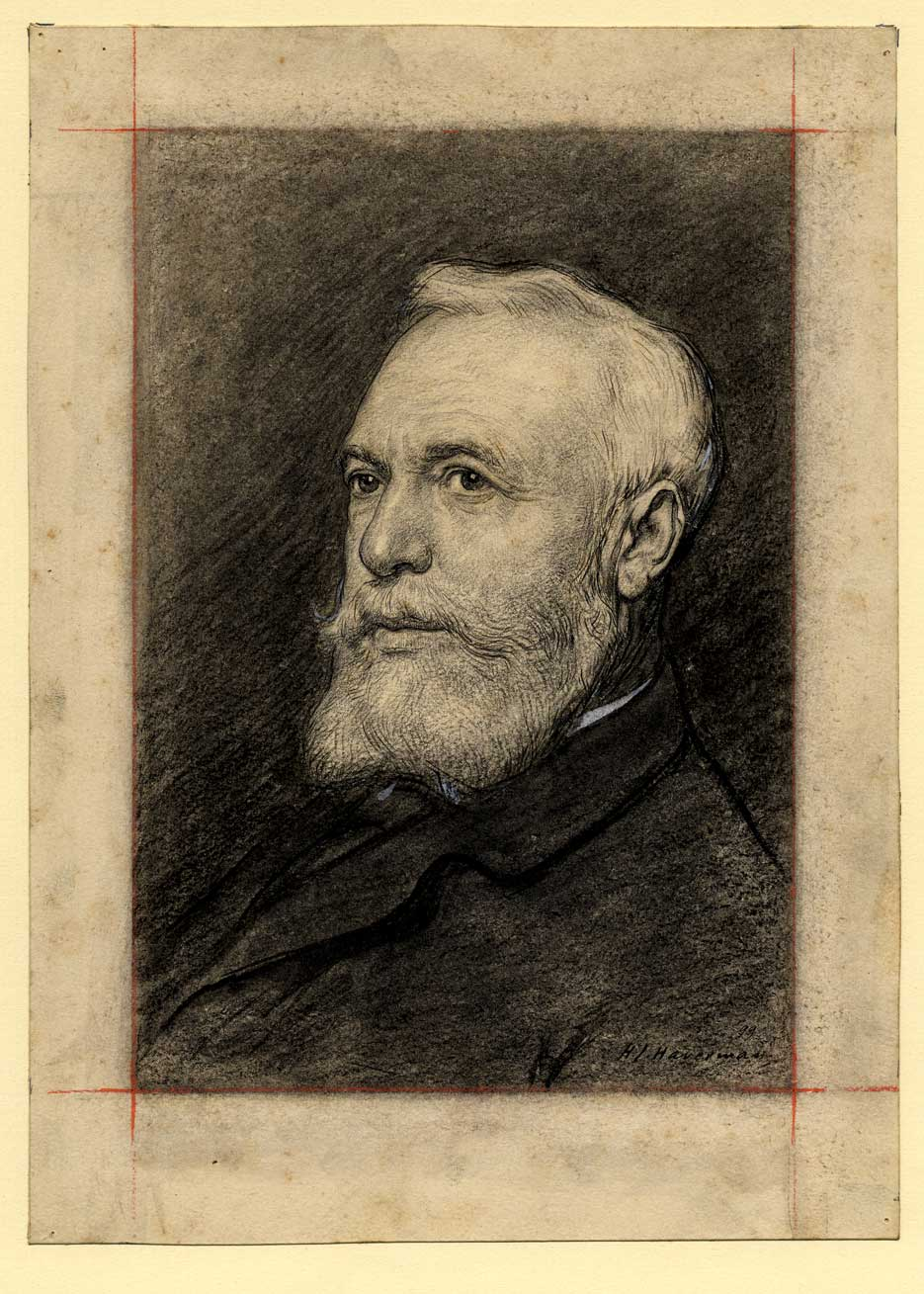
Max Rooses getekend door H.J. Haverman (1899)

- 1865. Een drijtal verhandelingen over de geschiedenis der letterkunde
- 1874. Levensschets van Jan Frans Willems
- 1877. Schetsenboek
- 1879. Geschiedenis der Antwerpsche schilderschool
- 1880. Over de Alpen: indrukken eener Italiaansche reis
- 1882. Christophe Plantin: imprimeur anversois
- 1882. Nieuw schetsenboek
- 1883-1911. Correspondance de Chr. Plantin
- 1885. Derde schetsenboek
- 1886-1892. L'oeuvre de P.P. Rubens: histoire et description de ses tableaux et dessins
- 1887-1909. Correspondance de Rubens et documents épistolaires concernant sa vie et ses oeuvres
- 1894. Letterkundige studiën
- 1894. Oud-Antwerpen, 1894
- 1895-1896. Oude en nieuwe kunst
- 1900. Vijftig meesterwerken van Antoon van Dijck
- 1903. Rubens' leven en werken
- 1906. Jordaens' leven en werken
- 1912-1913. Vlaanderen door de eeuwen heen
- 1914. Le Musée Plantin-Moretus, contenant la vie et l'oeuvre de Christophe Plantin et de ses successeurs les Moretus